# Portsmouth F.C.
Portsmouth F.C. er en engelsk fodboldklub fra Portsmouth, der spiller i landets anden bedste række, Championship. Klubben, der også bliver kaldt Pompey har vundet den engelske liga to gange; i 1949 og 1950. I 2003 vendte klubben tilbage til Premier League efter 15 års fravær, men måtte i 2010 atter forlade ligaen efter en turbulent sæson med store økonomiske problemer, der blandt andet betød at klubben blev sat under administration, og fratrukket 10 point i tabellen. Efter nedrykningen fra Premier League gik det hele galt, og man rykkede således ned yderligere to gange på bare tre år, så man i 2013 befandt sig helt nede i League Two, den 4. bedste engelske række.
I 2008 vandt klubben FA Cuppen for blot anden gang. Første gang var i 1939. I 2010 spillede klubben sig til FA Cup-finalen, og kunne dermed sikre klubbens andet FA Cup trofæ på tre år, men kampen blev med 1-0 mod de forsvarende FA Cup mestre Chelsea.

## Spillere

### Danske Spillere
Thomas Thøgersen, fra 1/8-98 til 29/4-02. Spillede 95(13) kampe og lavede 8 mål
Thomas Thøgersen blev købt da klubben lå i den næstbedste række, trods status som en offensiv spiller hos Brøndby IF, blev han af klubbens daværende manager sat til at spille back. Året efter havde han overbevist om at han nok var bedre på en anden plads på holdet, nemlig den offensive midtbane.
Bjørn Kristensen, fra 19/3-93 til 31/5-95
Brian Priske, fra 22/8-05 til 25/7-06. Spillede 26(4) kampe
Brian Priske spillede kun en enkelt sæson for klubben. Han blev købt af Alain Perrin, men da han blev fyret, blev stort set alle hans indkøb kasseret af den nye manager Harry Redknapp. Brian Priske fik kæmpet sig tilbage i startopstillingen, og spillede en vigtig rolle i the great escape, hvor klubben reddede livet i premier league, med 20 point i de sidste 11 kampe. Efter sæsonen blev han dog solgt til Club Brügge.

### Skandinavisk Fanklub
Den officielle skandinaviske supporter klub har pt. 91 medlemmer i Skandinavien, heraf 6 i Danmark.
Ifølge oplysninger fra Berlingske Tidende er Portsmouth F.C. sat i forbindelse med en mulig vintertranfers i form af danske Casper Sloth fra Leeds United. Desuden overvejer de forsat, at hente AGF ikonet Kim Aabech til klubben, da de mangler en solid boksspiller til truppen.

## Spillertruppen
| 2  | England    | Jordan Williams (FO)   |
| 3  | England    | Connor Ogilvie (FO)    |
| 4  | England    | Ryley Towler (FO)      |
| 5  | Wales      | Regan Poole (FO)       |
| 6  | Irland (ø) | Conor Shaughnessy (FO) |
| 7  | England    | Marlon Pack (MI)       |
| 8  | England    | Freddie Potts (MI)     |
| 9  | England    | Colby Bishop (AN)      |
| 10 | Australien | Kusini Yengi (AN)      |
| 11 | Irland (ø) | Mark O'Mahony (AN)     |
| 13 | Østrig     | Nicolas Schmid (MÅ)    |
| 14 | England    | Kaide Gordon (AN)      |

| 15 | England    | Christian Saydee (FO)  |
| 17 | Frankrig   | Adil Aouchiche (MI)    |
| 18 | England    | Cohen Bramall (FO)     |
| 19 | Australien | Jacob Farrell (FO)     |
| 20 | Australien | Thomas Waddingham (AN) |
| 21 | England    | Andre Dozzell (MI)     |

| 22 | England    | Zak Swanson (FO)         |
| 23 | England    | Josh Murphy (AN)         |
| 24 | Nordirland | Terry Devlin (FO)        |
| 25 | Guinea     | Abdoulaye Kamara (MI)    |
| 29 | England    | Harvey Blair (AN)        |
| 33 | England    | Toby Steward (MÅ)        |
| 24 | Skotland   | Ibane Bowat (FO)         |
| 30 | Skotland   | Matt Ritchie (MI)        |
| 31 | Skotland   | Jordan Archer (MÅ)       |
| 32 | Nordirland | Paddy Lane (AN)          |
| 35 | England    | Rob Atkinson (FO)        |
| 36 | England    | Ben Killip (MÅ)          |
| 37 | Sverige    | Alexander Milosevic (FO) |
| 45 | Jamaica    | Isaac Hayden (MI)        |
| 49 | England    | Callum Lang (AN)         |